# Zona Central de Guaratinguetá
A região Central da cidade de Guaratinguetá concentra a maior parte do setor de comércio e serviços, se especializando no segundo. É onde fica também a Catedral, a praça onde no passado ficava o Pelourinho (Praça Santo Antônio), onde se localiza a Prefeitura, a antiga Estação Ferroviária, o pncipal centro de comércio popular da cidade: a Praça Conselheiro Rodrigues Alves; localizam-se na Região Central também: a casa de Frei Galvão, os museus Frei Galvão e Conselheiro Rodrigues Alves.
A região central da cidade viveu o processo de esvaziamento, assim como a maioria das cidades quando iniciam seu processo de expansão para além da região central. A região central é a parte mais velha da cidade, abriga a maior parte dos museus, bibliotecas, salões de exposições, entre outros. O Centro Histórico é povoado desde 1600, onde era dominado pelos índios, os colonizadores só chegaram em 1630 por doações de sesmarias.

## Praças

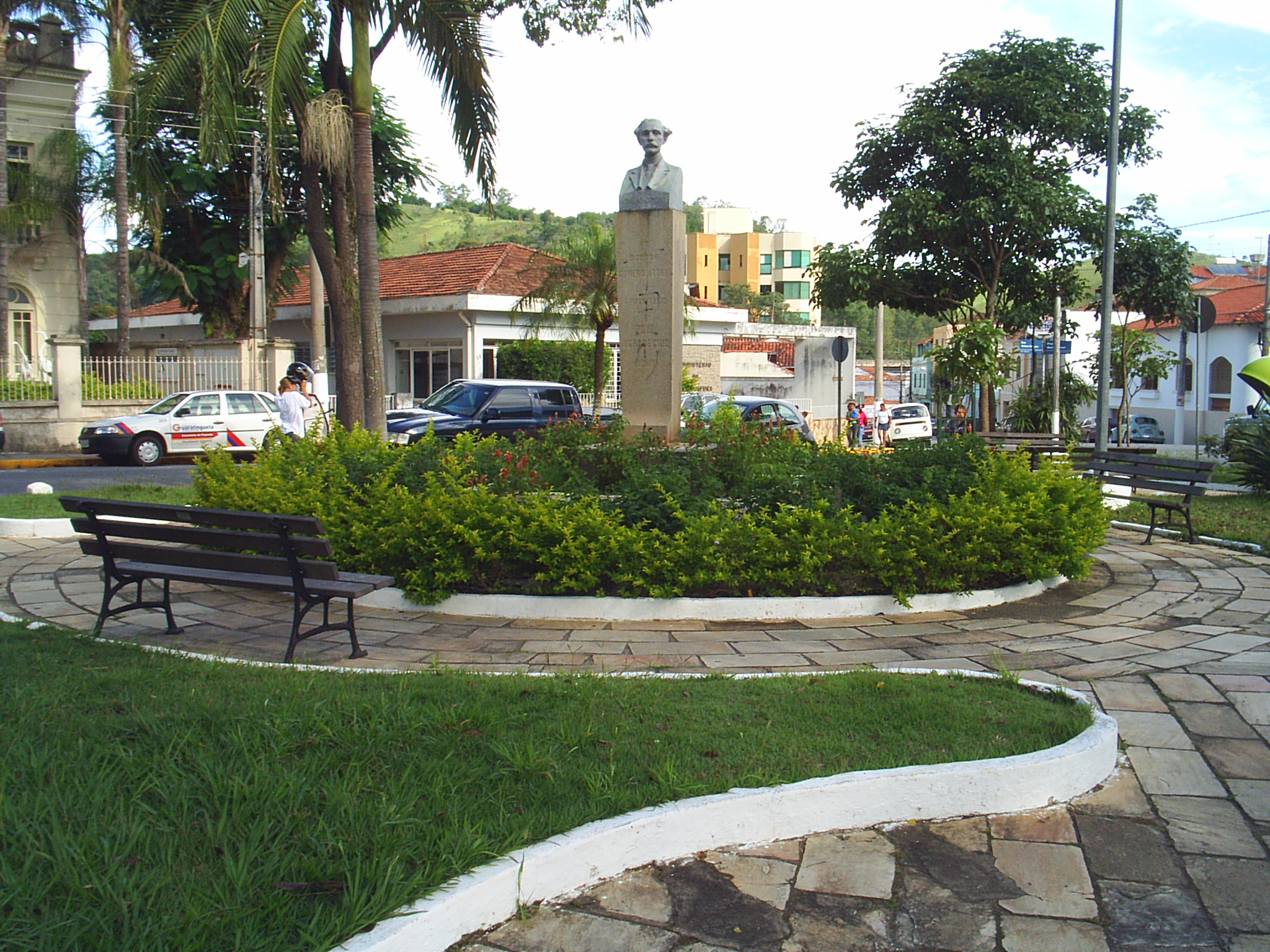
Praça Doutor Homero Ottoni.

Algumas das praças da Região Central de Guaratinguetá são:
Praça Conselheiro Rodrigues Alves, Praça Santo Antônio, Praça Doutor Homero Ottoni, Praça Doutor Benedito Meirelles, Praça Dom Pedro Segundo e Praça Condessa de Frontin.
- A Praça Conselheiro Rodrigues Alves é o principal Centro de Comércio Popular da cidade. Nela está localizado o Museu Frei Galvão, bem como várias lojas de departamentos, eletroeletrônicos, eletrodomésticos, móveis, além de escritórios e lojas de roupas e brinquedos.

- A Praça de Santo Antônio é o Marco Zero da cidade de Guaratinguetá, fica defronte para a Catedral do santo que dá nome à Praça. No passado, existia nessa praça o Pelourinho. Hoje existe ali um dos Postos de Informações Turísticas (PIT) do Município.

- Praça Doutor Homero Ottoni: Localiza defronte para a Prefeitura de Guaratinguetá, já foi no passado ponto de encontro para os jovens, já que a praça ficava na época em frente do que era o Teatro Municipal.

- Praça Benedito Meireles: Fica próxima a Casa de Frei Galvão e é um ponto de venda de objetos relacionados ao Santo.

## Centros Culturais

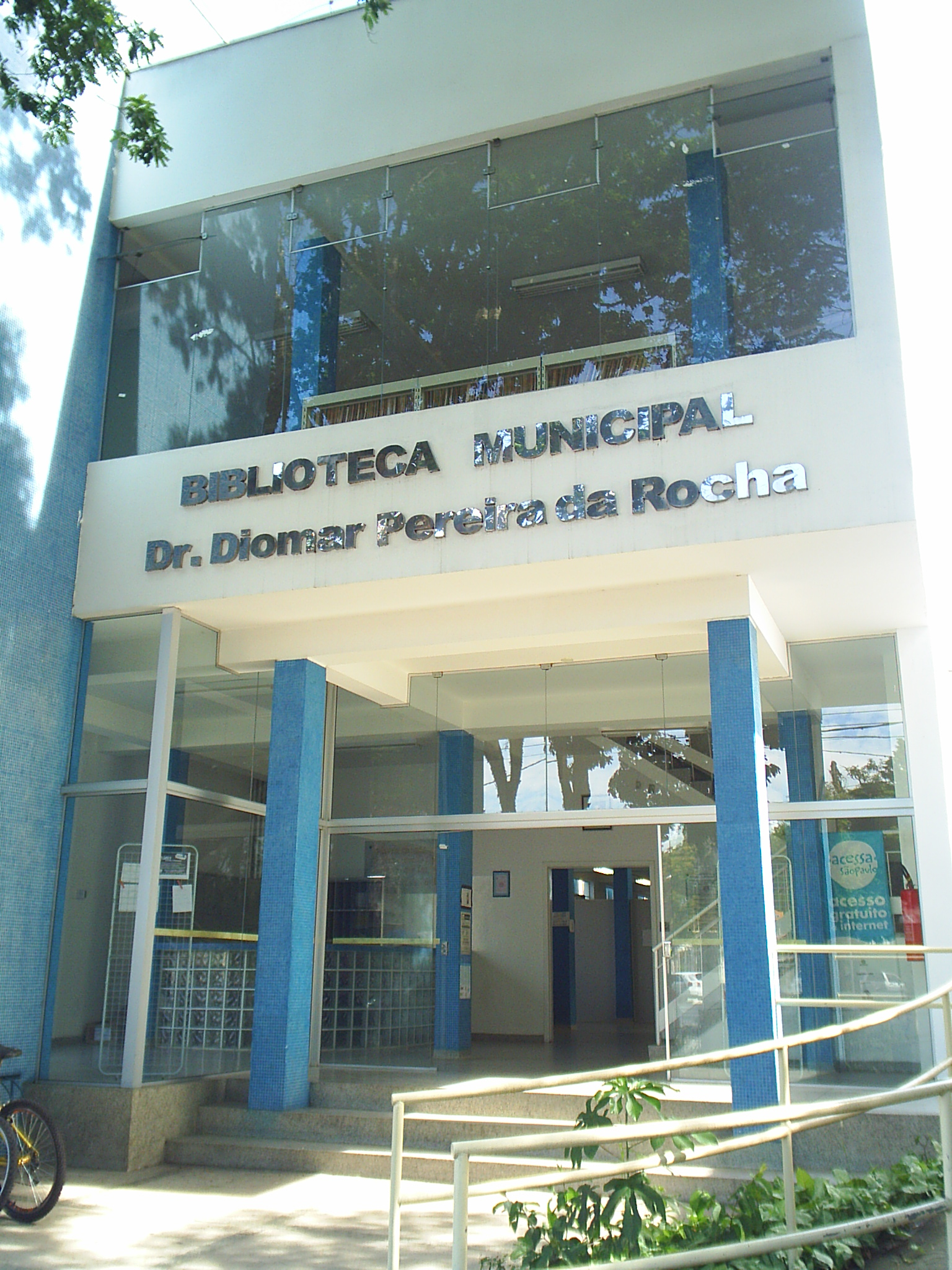
Biblioteca Municipal de Guaratinguetá.

A região central da cidade abriga os dois museus mais importantes de Guaratinguetá: o Museu Frei Galvão e o Museu Conselheiro Rodrigues Alves, ambos no Centro Histórico. Na região central fica também a Estações Ferroviária, que após ser restaurada virou um centro de Cultura, com museu, sala de exposições e locais de cursos para os professores da cidade. No centro fica também o Mercado Municipal que também foi restaurado e onde os turistas encontram a base da alimentação do Vale do Paraíba. O Centro abriga também a sede do antigo Clube Literário de Guaratinguetá (que passa por um processo de restauração). Além disso, existe no Centro da cidade a Biblioteca Municipal de Guaratinguetá. No Centro também está localizada a Casa do Artesão e a Casa de Frei Galvão, que é um museu sobre a vida do Santo.

## Escolas, Hospitais e Centros importantes
O Centro de Guaratinguetá abriga algumas das escolas mais antigas do Município como: O Instituto de Educação Rodrigues Alves e o colégio Flamínio Lessa. No centro expandido se localiza o Hospital Frei Galvão o maior da cidade, abriga também o Centro Municipal de Saúde, o Centro dos Aposentados, o Velório Municipal, o SENAC, a Associação Esportiva e a Defesa Civil.

## Principais vias

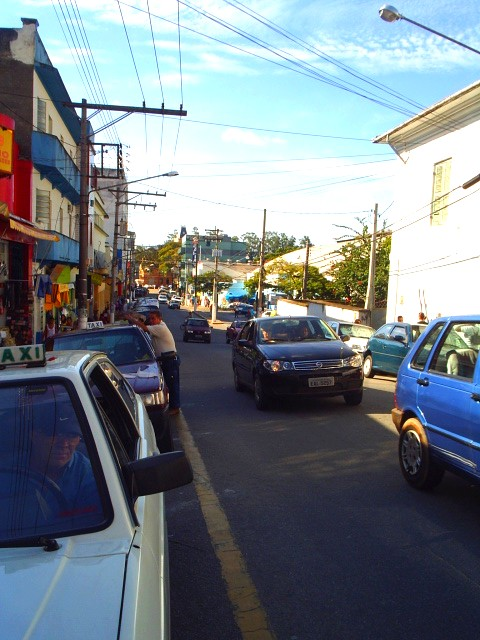
Rua Nove de Julho.

Destacam-se as ruas: Doutor Martiniano, Rua Marechal Deodoro, Visconde do Rio Branco, Morais Filho,  Frei Galvão, João de Castro Coelho, Almirante Barroso, Avenida Doutor João Batista Rangel de Camargo, Rua Nove de Julho, Rafael Brotero e Adolfo de Castro.
As vias mais antigas, localizadas no Centro Histórico, são em sua maioria irregulares, com traçados tortuosos devido a sua antiguidade. Hoje muitas dessas vias ficam com o trânsito parado nos horários de pico, devido à grande utilização das mesma.

## Hidrografia
O Centro de Guaratinguetá, pode ser separado da Zona Sul e da Zona Norte, basicamente pelo Rio Paraíba e pelos Ribeirões do Mottas e São Gonçalo. Apesar de os rios não serem a forma oficial de divisão do centro da cidade são algumas vezes usados como forma de orientação.